# 野村土地建物
野村土地建物株式会社（のむらとちたてもの）は、かつて存在した野村ホールディングスの完全子会社。

## 沿革
1957年（昭和32年）4月15日、野村不動産株式会社として野村證券の本社ビル建設のために設立された。
1959年（昭和34年）、野村證券の不動産部門を承継した。
1970年（昭和45年）1月、野村證券の店舗・社宅・寮の賃貸・管理業務に特化し、商号を野村土地建物株式会社に商号変更した（一般不動産部門を野村住宅産業株式会社（現在の野村不動産株式会社）を設立し営業譲渡した）。
2004年（平成16年）、野村ホールディングス完全子会社の野村ファシリティーズ株式会社に業務及び従業員を継承した。また10月、所有する野村不動産株式会社の発行済株式全部を野村不動産ホールディングス株式会社に現物出資した。
2011年（平成23年）7月1日、株式交換により、野村ホールディングスの完全子会社になる。
2016年（平成28年）10月28日、保有する野村不動産ホールディングス株式会社の株式を野村ホールディングス株式会社に現物配当した。
2021年（令和3年）4月1日、野村ファシリティーズ株式会社に吸収合併され消滅した（野村ファシリティーズ株式会社は同日付で野村プロパティーズ株式会社に商号変更）。

## 会社概要
※解散時
- 本店：東京都中央区日本橋本町1丁目7番2号。
- 資本金：1,015百万円